# Maria-Ana Tupan
Maria-Ana Tupan (n. 19 aprilie 1949, Sărulești, România) este un profesor universitar, critic și istoric literar român, bursieră Fulbright pentru științe umaniste (1994-5). A fost profesor doctor la Facultatea de Limbi și Literaturi Străine din cadrul Universității din București, unde a ținut cursuri de literatura engleza de la începuturi până în prezent și teorie literară (1991-2014). Din 2015 a devenit afiliată la Școala Doctorală a Universității "1 Decembrie 1918" din Alba Iulia. Membră a Uniunii Scriitorilor, Secția de Critică și Istorie Literară. Premii ale Uniunii Scriitorilor (1996) și ale unor reviste literare: "Convorbiri Literare"(2000), "Viața Romanească" (2006) și "Contemporanul" (2019).

## Biografie

### Copilăria și studiile
Maria-Ana Tupan s-a născut pe data de 19 aprilie 1949 în comuna Sărulești, județul Buzău. Fiica lui Spiridon Iordache, preot, și a Margaretei (n. Constantinescu). Soția lui Marius Tupan. Școala elementară în com. natală (1956-1963); Liceul „Mihai Eminescu” din Buzău (1963-1967). Licențiată a Facultății de Lb. Germanice a Univ. din București (1967-1972), secția engleză-germană, absolvită ca șefă de promoție cu Diplomă de Merit.

### Activitatea literară și profesională
În 1972, după absolvirea facultății începe să lucreze, prin repartiție guvernamentală, în cadrul redacției revistei „Cărți românești”, o revistă de reclamă a cărții românești pentru străinătate, publicată în patru limbi de circulație de către Centrala Editorială. Publică studii, eseuri, cronici literare, recenzii și traduceri în România literară, Steaua, Convorbiri literare, Vatra, Luceafărul, Viața Românească, Astra, ș.a. În 1980 debutează editorial cu o antologia Proză fantastică americană la Editura Albatros. Urmează alte traduceri din literatura americană, însoțite de studii introductive și aparat critic, fiind aleasă ca membră a Uniunii Scriitorilor în 1986. În toamna anului 1989 publică volumul intitulat „Scenarii și limbaje poetice”, care inaugurează seria studiilor comparatiste și de analiză a discursului apărute după 1990. În 1990 este angajată publicist comentator în redacția revistei „Viața Românească”. 
Este admisă la doctorat, la specialitatea „literatură engleză renascentistă”, cu media 10. Susține examenele, la care obține aceeași notă. În urma decesului conducătorului de doctorat, Prof. Dr. Leon Levițchi, solicită continuarea programului doctoral sub îndrumarea Directorului Institutului de Studii Sud-Este Europene al Academiei, cercetător principal Dr. Alexandru Duțu, specialist în perioada renascentistă și shakespearolog. Titlul de doctor în filologie este conferit în 1992 (6 noiembrie), diploma fiind eliberată în mai 1993. În referatul său asupra disertației, Prof. Dr. Dan Grigorescu remarcă faptul că doctoranda oferea interpretări originale ale operei shakespeariene chiar și după patru secole de exegeză. În 1991 ocupă, prin concurs, un post de asistent universitar la Catedra de Engleză a Facultății de limbi străine a Universității din București. Promovează succesiv până la gradul de profesor (2002). În 1993 obține o bursă Fulbright, petrecând perioada decembrie 1994 – mai 1995 ca profesor și cercetător la Penn State University. Participă cu comunicări la conferințele organizate în campus precum și la New York, la Centrul Cultural de pe lângă Consulatul General al României. Participă cu referate și comunicări la reuniuni științifice internaționale (Atena – 2004, Manchester și Madrid – 2007, Dresda – 2008). Participă între 2006 și 2007 la un grant C.N.C.S.I.S. (Director de proiect: Monica Chesnoiu), intitulat „Shakespeare in the Romanian Cultural Memory: a Model of European Cultural Integration”, publicând studii în cele două volume apărute în 2006 (Shakespeare in Nineteenth-Century Romania) și 2007 (Shakespeare in Romania. 1900-1950) la Editura Humanitas: “Shakespeare and the Revolution” și, respectiv, “Shakespeare: the Modernist Hypotext”. Contribuții la proiecte de cercetare desfășurate la Universitățile Salzburg și Zürich sunt publicate în volume:“Postmodernist Energetics: Peter Ackroyd's Museum Space” (The Museal Turn. Edited by Sabine Coelsch-Foisner. Winter Verlag. Heidelberg University Press, 2012) și ”The Zone: Ontological or Epistemological Operator?” (Eds. Christine Lötscher, Petra Schrackmann, Ingrid Tomkowiak, Aleta-Amirée von Holzen, Transitions and Dissolving Boundaries in the Fantastic. Reihe: Fantastikforschung / Research in the Fantastic. Berlin-Munster-Wien-Zurich-London: LIT Verlag, 2014), “Early Essays: the Harmonics of the Discourse of Authority” in The Essays: Forms and Transformations. Ed. Dorothea Flothow, Markus Oppolzer, Sabine Coelsch-Foisner. Heidelberg: Universitatsverlag Winter, 2017. A editat, împreună cu cercetători de la Centrul Speculum, Alba Iulia, numărul ”Desire and Deceit. India in the Europeans’ Gaze” al revistei The Rupkatha Journal on Interdisciplinary Studies in Humanities. Volume VII, Number 2, August 2015. Editează numărul tematic "Revising Modernism" al revistei Spring Magazine on English Literature, Volume III, Number 1, 2017. Eseuri interdisciplinare în reviste internaționale ("Man-Clone Proxemics: Changing Perspectives from Mary Shelley (Frankenstein) to Kate Wilhelm (Where Late the Sweet Birds Sang") Între 2007 și 2008 este cooptată în asociații profesionale internaționale: ISTW (International Societry for Travel Writing), participând, în 2007, la conferința organizată la Universitatea Complutense din Madrid: INTERNATIONAL CONFERENCE ON TRAVEL LITERATURE: „On the Trail”. Sept. 19 – 21, 2007 și The Charles Brockden Brown Society, Universitatea din Florida, participând cu comunicare la conferința „Empire, Revolution, and New Identities: Geoculture and Geopolitics in Brown and his Contemporaries” Universitatea Tehnică din Dresda, 7-9 octombrie 2008. În 2009 este cooptată în EFACIS și participă cu o comunicare la Conferința „Ireland In/And Europe: Cross-Currents and Exchanges, The Seventh Conference of EFACIS”, University of Vienna, Austria, 3-6.09.2009. În 2010 publică un capitol intitulat „Malcolm Bradbury: The Quest of the Perilous East”, în Katherine Starck (ed.), „When the World Turned Upside Down”, Cambridge University Press (Seria “Cambridge Scholars Publishing” În 2011 devine membră a Asociației pentru studierea fantasticului (Gesellschaft fur Fantastikforschung, o prestigioasă organizație academică, Universitatea Hmburg, Germania). A fost invitată la mai multe emisiuni de radio și televiziune. A publicat zeci de articole în numeroase reviste, a fost titular al unor rubrici (la „Viața Românească” și „Contemporanul”).
Participă cu referate și comunicări la reuniuni științifice internaționale (Atena – 2004, Manchester și Madrid – 2007, Dresda – 2008, Graz – 2011, Salzburg – 2012, Roma – 2013, Kὅln – 2013, Madrid – 2015, Prato și Roma – 2016, Salzburg și Viena 2017, Berlin - 2019, Alcala, Dantan, West Bengal, Lyon - 2021, Dortmund - 2022, Dresden - 2023).

### Prezent
În prezent este Conducător de doctorat la Școala Doctorală a Universității "1 Decembrie 1918" din Alba Iulia, sub conducerea ei absolvind următorii doctori în literatură:Monica Chifor https://uab.ro/facultate/6-scoala-doctorala/anunturi/350-sustineri-publice-teze-de-doctorat-chifor-misca-monica-aurora/ Dan Dinistrianu, Alexandra Costea (Pascu) , Adina Ostăcioaie (Feșteu) , Melinda Barta-Mihaly Gorgan , Iiuliana Voroneanu-Păunescu , Maria Elisabeta Mureșan , Camelia Dumitraș (Suciu) , Mihaela Diana Lupșan , Corina-Maria David , Corina-Mariana Mitrulescu , Cristina-Elena Safta, Ana-Maria Mereu (Baciu) , Andreea Petrache, Cristina-Raluca Barna, Elena Bâldea.

## Afilieri
- Membră a Uniunii Scriitorilor din România, Secția de Critică și Istorie Literară.
- Membră a unor societăți științifice internaționale: "Gesellschaft fur Fantastikforschung", EFACIS.

## Lucrări
- Regele visurilor. Povestiri americane din secolul al XIX-lea (București: Albatros, Fantastic Club, 1980)
- Scenarii și limbaje poetice (București: Minerva, 1989)
- Marin Sorescu si deconstructivismul (Craiova: "Scrisul românesc", 1995)
- A Survey Course in British Literature București: Editura Universității din București, 1997[11]
- Scriitori români in paradigme universale (București: Editura Fundației Culturale Române, 1998)
- A Discourse Analyst's Charles Dickens, (București: Editura Semne '94, 1999)
- Discursul modernist (București: Editura Cartea Românească, 2000)
- Discursul postmodern (București: Editura Cartea Românească, 2002)
- Sensul sincronismului (București: Editura Cartea Românească, 2004)
- British Literature. An Overview (București: Editura Universității din București, 2005)
- The New Literary History (București: Editura Universității din București, 2006)
- Romanian-English Conversation Guide-Book, Meteora Press, 2001
- English-Romanian Conversation Guide-Book (including a concise Romanian-English contrastive grammar), Meteor Press, 2007
- Genre and Postmodernism (Bucuresti: Editura Universitatii din Bucuresti, 2008)
- Modernismul si psihologia. Încercare de epistemologie literara. Modernism and Psychology. An Inquiry into the Epistemology of Literary Modernism (Bucuresti: Editura Academiei Române, 2009)
- Literary Discourses of the New Physics. With an Introduction by Marin Cilea (Bucuresti: Editura Universitatii din București, 2010)
- Teoria si practica literaturii la inceput de mileniu. (Bucuresti: Editura Contemporanul, 2011)
- Postmodernist Energetics: Peter Ackroyd's Museum Spac (The Museal Turn. Edited by Sabine Coelsch-Foisner. Winter Verlag. Heidelberg University Press, 2012)ISBN 978-3-8253-6097-9
- Relativism/ Relativity: An Interdisciplinary Perspective on a Modern Concept (Cambridge Scholars Publishing, 2013)
- Realismul magic. Încercare genealogică. București (Editura Academiei, 2013)
- ”The Zone: Ontological or Epistemological Operator?” (Eds. Christine Lötscher, Petra Schrackmann, Ingrid Tomkowiak, Aleta-Amirée von Holzen, Transitions and Dissolving Boundaries in the Fantastic. Reihe: Fantastikforschung / Research in the Fantastic. Berlin-Munster-Wien-Zurich-London: LIT Verlag, 2014. ISBN 978-3-643-80185-2
- The Kantian Legacy. Essays in Epistemology and Aesthetics. Cambridge Scholars Publishing, 2016 [4]
- The Key to Change. Interdisciplinary Essays in Cultural History, Lambert Academic Publishing (20
- “Early Modern Essays: the Harmonics of the Discourse of Authority” in The Essays: Forms and Transformations. Ed. Dorothea Flothow, Markus Oppolzer, Sabine Coelsch-Foisner. Heidelberg: Universitatsverlag Winter, 2017 ISBN 978-3-8253-6687-2
- Cezar Baltag, O sută și una de poezii (antologie, prefață și repere critice), Editura Academiei (2018)
- Aura Christi, O sută și una de poezii (antologie, prefață și repere critice), Editura Academiei (2019)
- The Shakespearean Search for Archetypes: The Mirror and the Signet. Cambridge Scholars Publishing, (2020)[12]
- Phenomenology and Cultural Difference in High Modernism, Cambridge Scholars Publishing (2023)[13] https://www.cambridgescholars.com/product/978-1-5275-0492-9
- Poetics of Self-construal in Postcolonial Literature (editor, autor). Rupkatha Journal of Interdisciplinary Studies in the Humanities. Special Issue. Vol. 15, Number 5, 2023..https://rupkatha.com/v15n5.php
- "Debasish Lahiri’s Transgressive Ontologies". London Journal of Humanities and Social Science. Volume 24. Issue 7, 24.05.2024.
- Cultural Barriers or Flawed Hermeneutics: Martin Heidegger’s “Dialogue on Language” Recent Research Advances in Arts and Social Studies Vol. 7, 6 April 2024, Pages 30-45. https://doi.org/10.9734/bpi/rraass/v7/11671F
- Self-Construal in Postcolonial Literature (Ed.), Cambridge Scholars Publishing, 2024. https://www.cambridgescholars.com/product/978-1-0364-1552-5

## Premii literare
- Premiul Uniunii Scriitorilor pentru traduceri și literatură universală. (1996)
- Premiul revistei "Convorbiri literare" pentru anglistică în anul jubiliar Eminescu. (2000)
- Premiul revistei "Viața Românească" pentru critică literară cu ocazia centenarului revistei. (2006)
- Premiul național pentru excelență în teorie, istorie și critică literară acordat de revista "Contemporanul". (2019)

## Repere critice (fragmente)
“Am avut încredințarea, încă de când i-am comentat Discursul modernist (Editura Cartea Românească, 2000), că Maria-Ana Tupan este unul dintre acei foarte puțini critici români care dețin atúurile necesare pentru a-și extinde investigațiile asupra unor arii în care literatura interferează cu filosofia și cu științele. I-am recunoscut mai apoi, cu timpul, urmărindu-i cărțile ulterioare, un interes aparte pentru zone și teme neexplorate încă, pentru partea mai puțin vizibilă a literaturii sau către „petele albe“ din descrierea acesteia.” (Radu Voinescu)
“Meritorie ni se prezintă preocuparea Mariei-Ana Tupan pentru modernismul românesc, a cărui evoluție e decelată și urmărită în planul celui european.  "Între alte lucruri interesante, studiul doct, dens, străbătut de o căldură subiacentă a argumentației, semnat de Maria-Ana Tupan, precum și cele precedente ale cercetătoarei, ne prezintă un set de propuneri în această substanțial patriotică direcție.(Gheorghe Grigurcu)
“Prin volumul Modernismul și psihologia. Încercare de epistemologie literară (București, Editura Academiei Române, 2009), profesoara universitară Maria-Ana Tupan își continuă periplul tematic, metodologic și investigativ în aceeași notă de mutare a centrului de interes. Miza zetetică (de cercetare) a cărților sale a fost fixată de fiecare dată într-un alt cartier general de comandă metodologică, de la poetică, deconstructivism, dezbatere conceptuală, literatură engleză, istorie și teorie literară se ajunge acum la epistemologie literară.[...] Operă de sinteză, stând departe de foiletonism, „Modernismul și psihologia” este valoroasă atât prin originalitatea temei, prin rigurozitatea limpede a discursului analitic, cât și prin puterea de creare a unui flux al argumentelor cu convergență într-o teză teoretică și având iradiații în practica literară.” (Ștefan Vlăduțescu)
“Specialistă în literatura anglo-saxonă și bună cunoscătoare a culturilor germană și franceză, T. se dedică unei abordări comparatiste a literaturii române, fiind atrasă de noile metode critice, de psihocritică, pragmatică și stilistică, deconstrucție etc. (...) Enunțată încă din Scenarii și limbaje poetice (1989), ideea care îi va ghida cercetările e cea a existenței unei corelații între stilurile literare și reprezentările ideologice și științifice ale unei epoci. E vorba de o căutare, prin mijloace care vor varia de la un studiu la altul, a unor invarianți ai literaturii, lucru ce va implica, sistematic, construcția unui demers dublu, în același timp stilistic și epistemologic. (...) Cel mai adesea T. analizează texte canonice, confirmând, cu propriile instrumente, poziții deja cunoscute, dar face și exerciții inedite de genealogie și filiație culturală.” Dicționarul general al literaturii române / coord. gen.: Eugen Simion 